# He-gassen
He-Gassen (tiếng Nhật: 屁合戦, nghĩa đen: "Hội thi rắm"), hoặc Houhi-Gassen (放屁合戦, "Hội thi xì hơi"), là những tên gọi được đặt cho bức trường quyển của nghệ thuật Nhật Bản, tác phẩm được tạo ra vào thời Edo (1603 –1868) bởi một hoặc nhiều nghệ sĩ vô danh.
Mỗi phân cảnh được mô tả đa dạng xuyên suốt cuộn tranh nhưng tất cả đều mang một điểm đặc chung: luôn có ít nhất một nhân vật đang xì hơi ngược về phía các nhân vật còn lại. Mục đích xuất hiện của tấm tranh cuộn này có thể ngầm ám chỉ những biến đổi trong chính trị và xã hội Nhật Bản thời bấy giờ.

12 bản họa thuộc bức trường quyển này đã được bán đấu giá hơn 1.500 đô la tại nhà đấu giá Christie’s vào những năm 1990. Đồng thời tác phẩm cũng được số hóa bởi Thư viện đại học Waseda.